# Kumgangsan
Pour les articles homonymes, voir Kumgang.
Les monts Kumgang, ou montagnes de diamant (ainsi appelés à cause du scintillement des monts au lever du soleil), sont situés à 108 km au sud de Wŏnsan, dans le Sud-Est de la Corée du Nord, formant la partie septentrionale de la chaîne des monts Taebaek.
Culminant à 1 638 m au mont Birobong, les monts Kumgang sont sacrés pour les Coréens depuis des millénaires.
Le mont Kumgang a été reconnu réserve de biosphère par l'Unesco en 2018.

## Dénominations
« Le paysage de ces montagnes change tellement d’une saison à l’autre que celles-ci ont plusieurs noms. Au lever du soleil au printemps, les sommets scintillent dans la rosée du matin comme des diamants, aussi en cette période, les montagnes sont appelées Kumgangsan (« la montagne de diamant »). En été, quand les forêts ont retrouvé tout leur éclat et leur couleur, elles sont appelées Bongnaesan (« la montagne verdoyante »). En automne, quand les feuilles prennent leurs couleurs pourpres et dorées, elles sont appelées Pungaksan (« la montagne aux feuilles d’automne »). Et en hiver, quand il ne reste plus que les pierres et la neige, les montagnes sont appelées Gaegolsan (« la montagne nue ») ou Seolbongsan (« la montagne enneigée »). Les monts Kumgang, qui se trouvent en Corée du Nord, symbolisent l’unification du pays pour tous les Coréens. »

## Tourisme

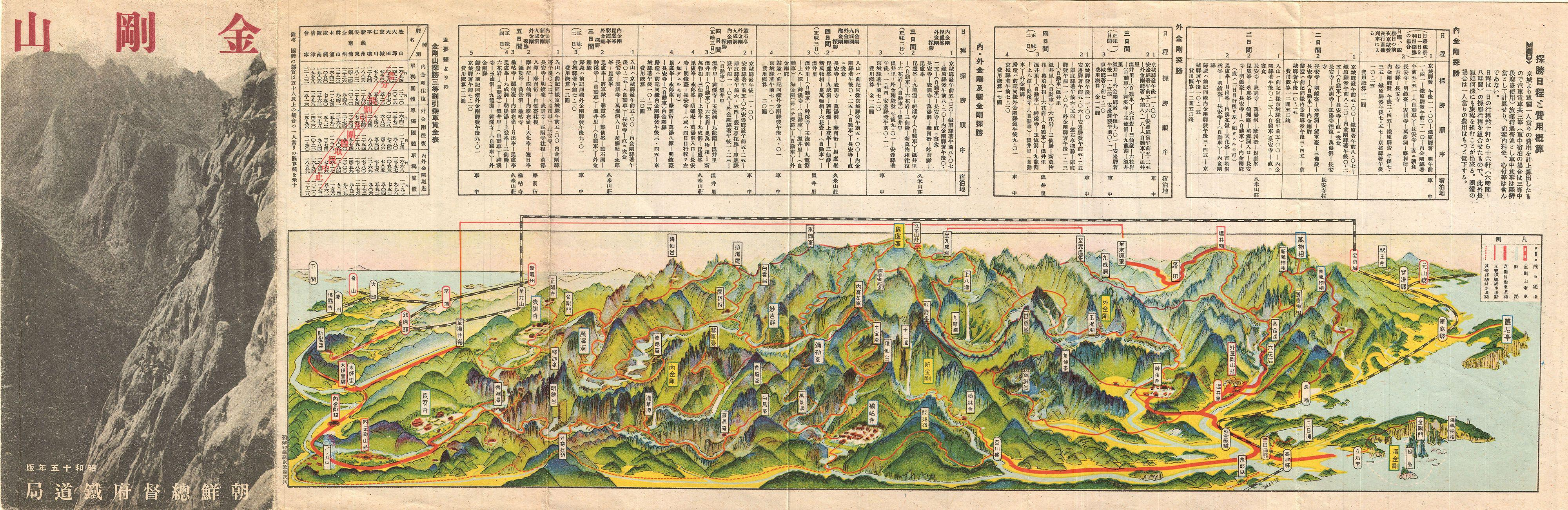
Carte japonaise de la montagne, de 1939.

La région touristique de Kŭmgangsan est l'une des trois régions administratives spéciales de la Corée du Nord qui constitue aujourd'hui le principal site touristique de la Corée du Nord. L'entreprise Hyundai Asan exploite les circuits touristiques de visiteurs sud-coréens dans les monts Kumgang depuis novembre 1998. En 2005, plus d'un million de Sud-coréens avaient visité ces montagnes dont tout l'équipement et l'énergie vient de Corée de Sud avec des conditions drastiques (pas de photographies, pas de journaux, pas de questions aux habitants).
Ce projet traduit l'engagement personnel de Chung Ju-yung, fondateur du groupe Hyundai, originaire de cette région. En 1998, dans un geste symbolique, il a personnellement conduit 1001 têtes de bœufs en Corée du Nord en traversant la zone démilitarisée (DMZ), avant de négocier puis signer un contrat d'exploitation touristique de la région au nom du groupe Hyundai.
Selon Jang Whan-bin, vice-président de Hyundai Asan, l'ensemble des redevances versées à Pyongyang s'élève à 455 millions de dollars en 2007. Chaque visiteur débourse alors au moins 700 dollars pour deux nuits sur place mais l'entrepreneur sud-coréen doit acquitter au Nord des droits d'entrée qui s'élèvent à environ 1 million de dollars par mois.
En juillet 2008, les gardes du site touristique des monts Kumgang abattent une touriste qui s'était égarée dans une zone interdite.
En novembre 2008, outre le site touristique de Kumgangsan, la Corée du Nord annonce qu'elle ferme la zone industrielle de Kaesong (autre région administrative spéciale proche de la Corée du Sud), ainsi que les liaisons ferroviaires avec cette dernière.
L'ambassadeur américain en Corée du Sud suggère en janvier 2020 que Séoul demande l’accord de Washington pour autoriser les Sud-Coréens à visiter le mont Kumgang. Le président Moon Jae-in a qualifié cette intervention de « particulièrement inappropriée », y voyant une atteinte à la souveraineté du pays.

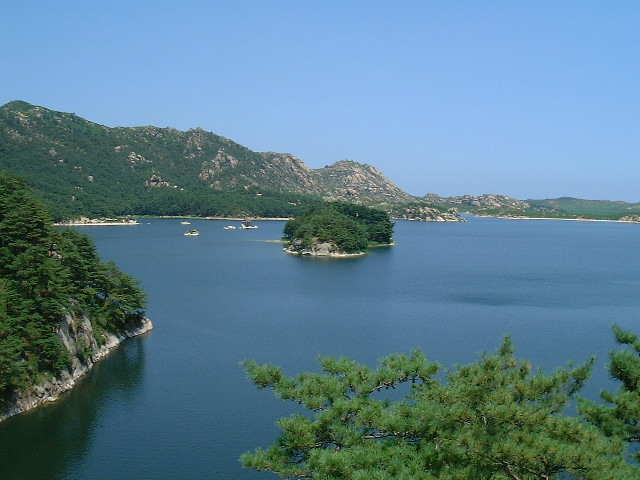
Lac Samilpo dans la région des monts Kumgang.
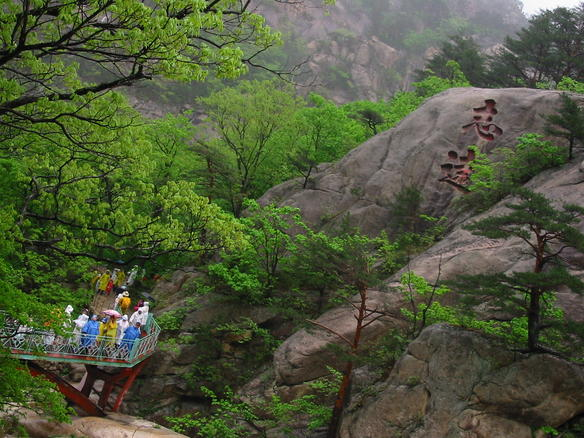
Chemin vers les chutes de Koryong.
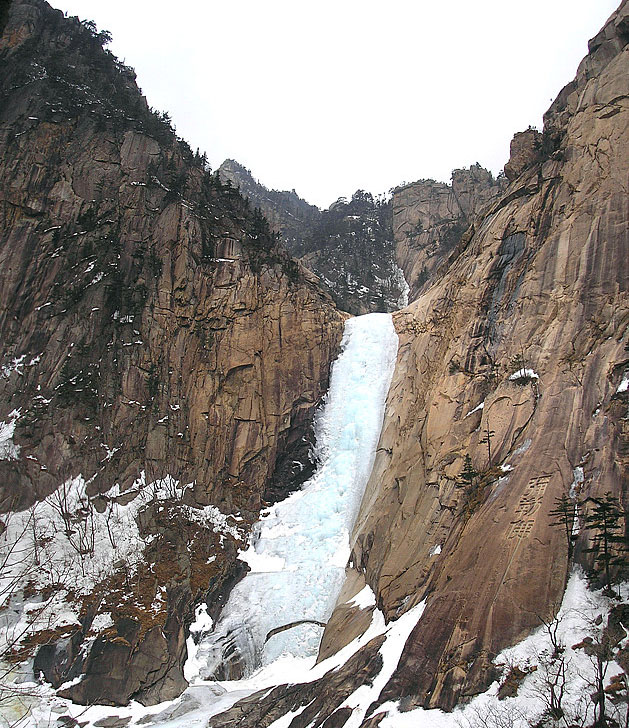
Les chutes de Koryong en hiver.
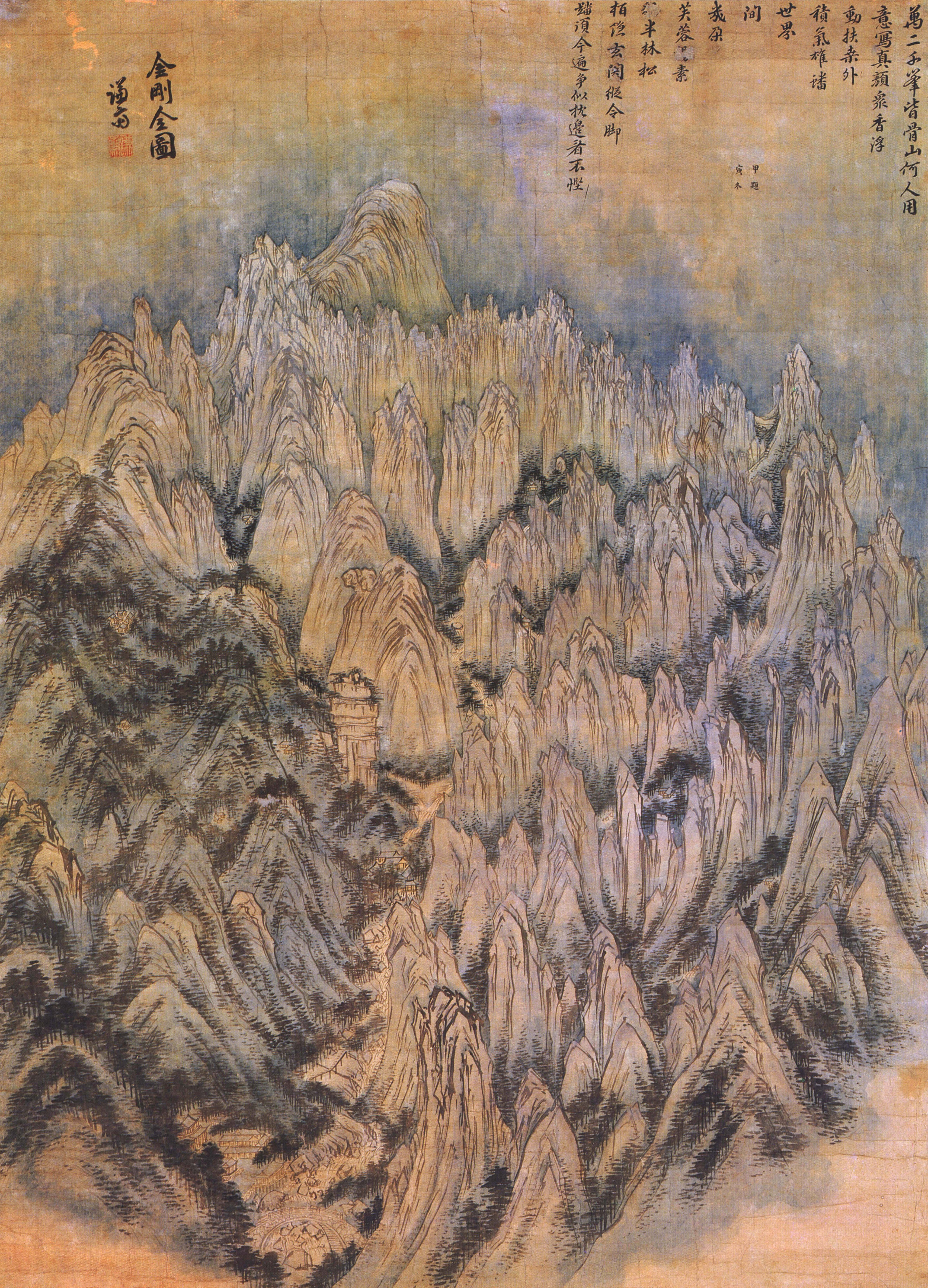
Vue d'ensemble des monts de Diamant. Jeong Seon, 1734. Rouleau vertical, encre et couleurs légères sur papier. 130 × 94 cm. Leeum, Samsung Museum of Art.

## Protection
Le « mont Kumgang – mont du Diamant de la mer » est inscrit sur la liste du patrimoine mondial en 2025 par l'UNESCO.